# جزيرة الحمودي
قرية جزيرة الحمودى هي إحدى القرى التابعة لمركز الوقف في محافظة قنا في جمهورية مصر العربية. حسب إحصاءات سنة 2006، بلغ إجمالي السكان في جزيرة الحمودى 6875 نسمة، منهم 3367 رجل و3508 امرأة.